# Stenoma bracatingae
Stenoma bracatingae es una especie de polilla del género Stenoma, orden Lepidoptera.
Fue descrita científicamente por Köhler en 1943.

## Distribución
Se distribuye por Brasil.